# Juha Pentikäinen
Juha Yrjänä Pentikäinen, född den 26 februari 1940 i Rantsila, finsk religionsvetare, fil.dr. 1968. 
Pentikäinen har sedan 1970 varit professor i religionsvetenskap vid Helsingfors universitet (ordinarie sedan 1977). Han har även varit gästprofessor vid flera utländska universitet, bland annat i USA och Norge. År 1995 utnämndes han till ledamot av Finska Vetenskapsakademien.
Pentikäinen har publicerat religionshistoriska och folkloristiska arbeten i vilka han har behandlat bland annat synen på döden och shamanismen.
Hans far var prästen Veikko Pentikäinen (1909–1992), vars bror var Vilho Pentikäinen.